# 津軽半島

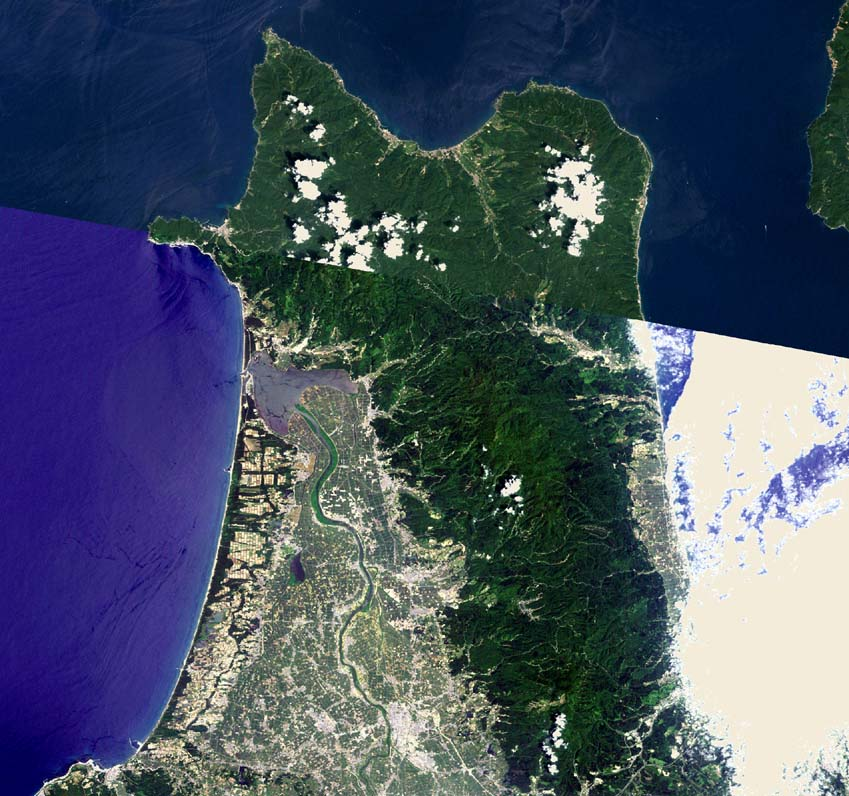
津軽半島のランドサット衛星写真。青森市付近は雲に隠れている。

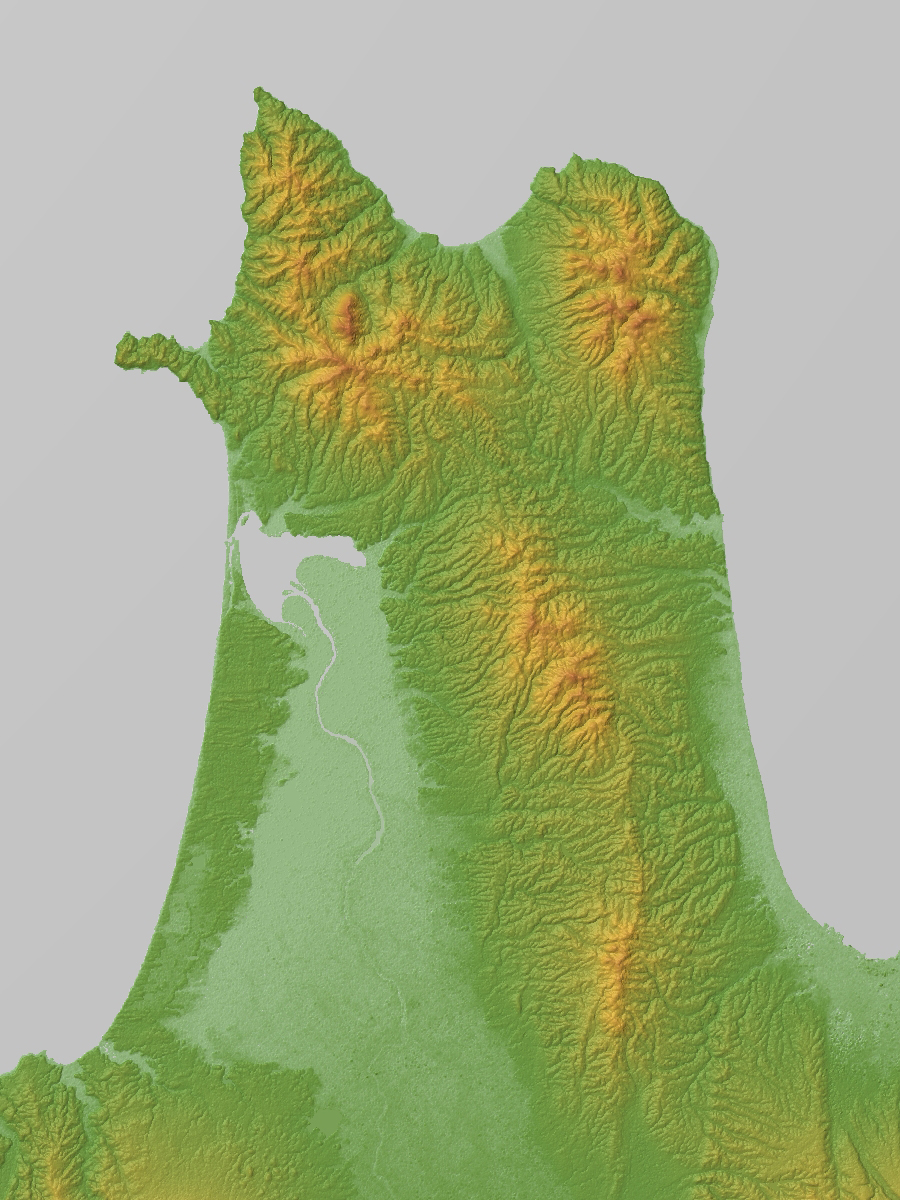
津軽半島の地形図

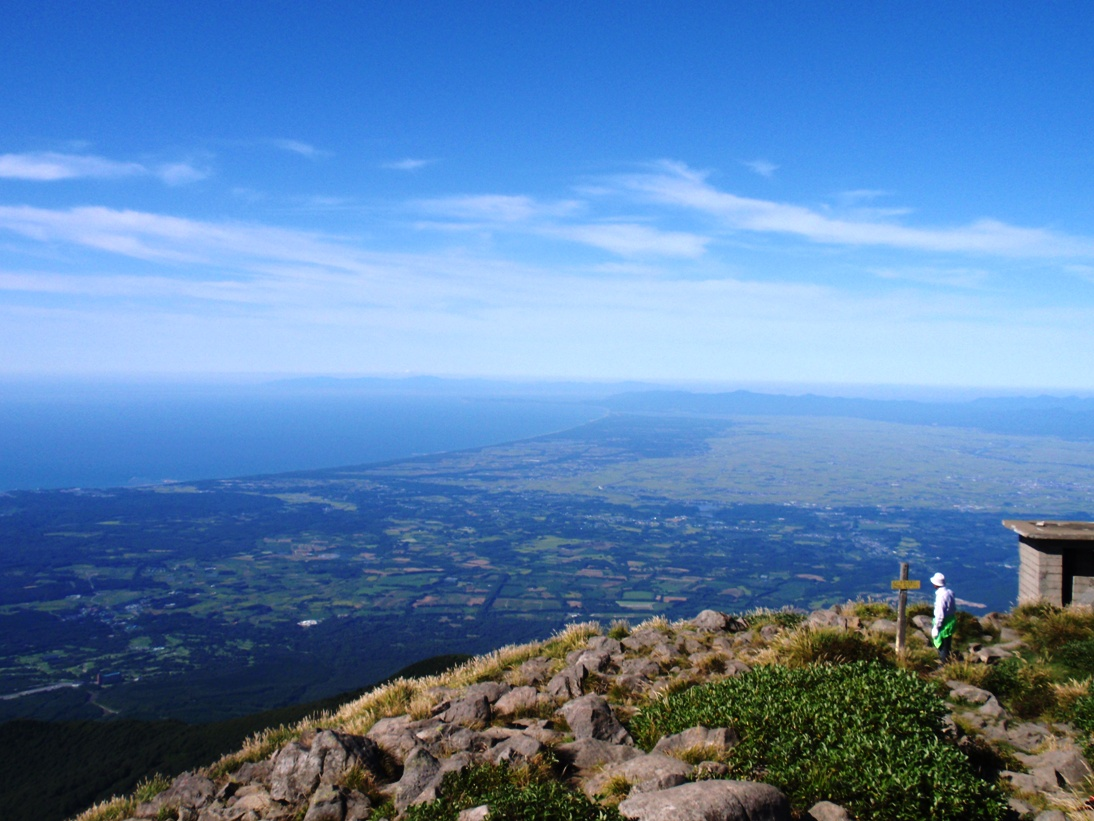
岩木山山頂より津軽半島西海岸

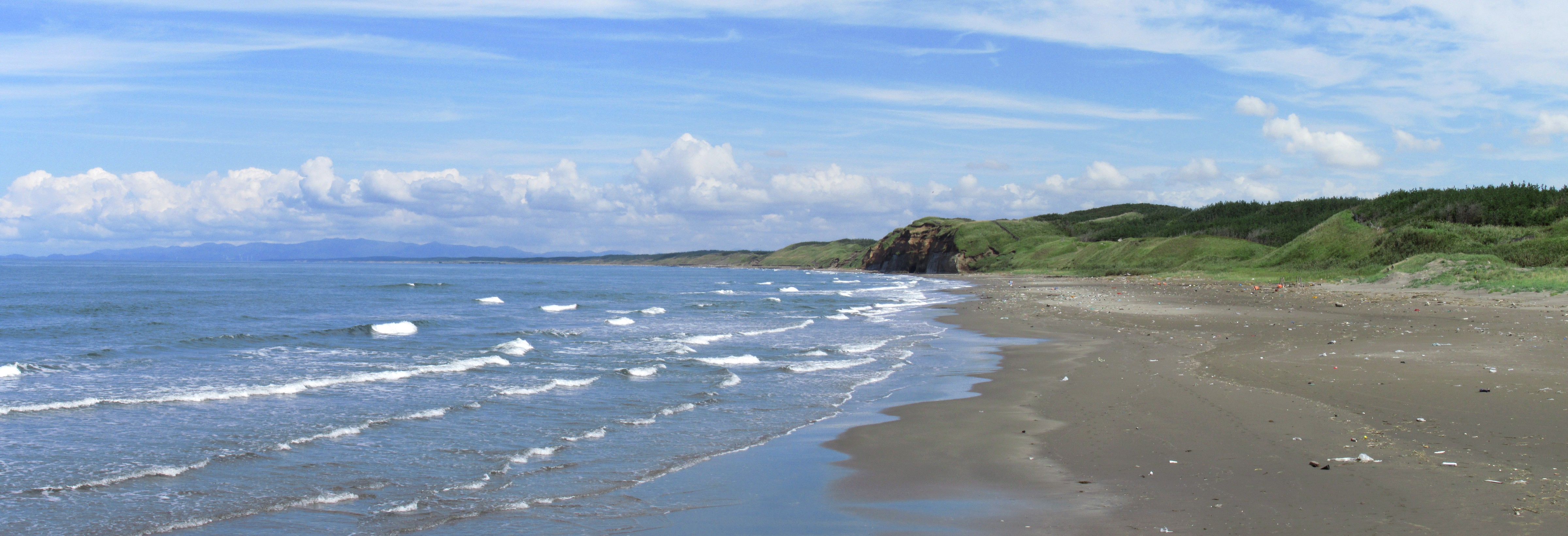
出来島付近から見た七里長浜

津軽半島（つがるはんとう）は、本州の北端の半島のひとつである。東岸は青森湾・陸奥湾とその開口部である平舘海峡を挟んで下北半島に対峙する。一方、北岸は津軽海峡を挟んで北海道松前半島に対峙する。西岸は日本海である。全体が青森県に属する。
津軽半島中央部に広がる津軽平野は、主に米の生産が盛んである。
最北端は竜飛崎（龍飛崎）と呼ばれる。これは北岸の西端に位置し、北岸の東端の高野崎との間に三厩湾がある。竜飛岬から東南東に向かって津軽山地と呼ばれる山脈が続く。竜飛岬から南に小泊岬がある。さらに西岸を南に進むと、十三湖という内潟がある。そこから南の海岸は「七里長浜」と呼ばれる。この内陸には、田光沼・平滝沼・ベンセ湿原などの湖沼が数多く存在し、海岸沿いは砂地とアカマツなどの針葉樹による小高い防風林の屏風山（びょうぶさん）が半島付け根まで続き、水はけが良い砂地に適したスイカ・メロン・長芋・ごぼうの生産が盛んである。

## 行政地域
- 青森県
  - 青森市の西北部
  - 五所川原市の北部
  - 東津軽郡今別町、外ヶ浜町、蓬田村
  - 北津軽郡中泊町
  - つがる市

## 交通機関
- 鉄道
  - 北海道新幹線・海峡線（青函トンネルを抜けて北海道へ繋がる）
  - 津軽線
  - 津軽鉄道線　（冬になるとストーブ列車が有名である。沿線は地表の積雪が強風で飛ばされる地吹雪も有名である。）
- 道路
  - 国道280号
  - 国道339号（一部区間が階段となっている階段国道として有名）

## 観光
- 竜飛崎　津軽半島最北端にある岬。津軽海峡・冬景色の歌碑がある。
- 道の駅みんまや（竜飛ウィンドパーク・青函トンネル記念館・龍飛斜坑線がある）
- し～うらんど　五所川原市の旧市浦村地区にある、日本でも数少ないタラソテラピー施設である(東北では唯一)。
- 十三湖　良質なヤマトシジミ (貝)が水揚げされる。
- 高山稲荷神社　千本鳥居などで近年注目されている神社。
- 斜陽館（五所川原市出身の作家太宰治の生家・記念館）
- 亀ヶ岡遺跡　つがる市木造にあり、宇宙人のような容姿の遮光器土偶が発掘された遺跡。
- ベンセ湿原　ニッコウキスゲとノハナショウブの群落がある津軽国定公園を代表する湿原。
- 出来島最終氷期埋没林　約３万年前の気候変動により埋没したエゾマツなどの針葉樹林が段丘より露出している様子を観察できる。
- 西の高野山 弘法寺　開創から９００年ほどの歴史がある高野山真言宗の寺院。（無檀家である）